# الرابطة اللبنانية لسيدات العمل
الرابطة اللبنانية لسيدات العمل (بالإنجليزية:Lebanese League for Women in Business)، معروفة اختصارا بـLLWB ،هي رابطة اجتماعية-اقتصادية غير سياسية غير دينية تجمع بين سيدات الأعمال اللبنانيات من مختلف المجالات.
تقوم الرابطة بتوفير المجال لتبادل الخبرات والتجارب، وكذلك مناقشة التحديات والقضايا المشتركة وتوفير التدريب المتخصص وبرامج التطوير المهني.
كذلك فالرابطة تعمل على تسهيل تبادل المعلومات والقدرات والإمكانيات، وإعداد النشرات والمطبوعات من أجل تطوير قدرات ومهارات المرأة في كافة مجالات الأعمال.

## من أهداف الرابطة
تعمل الجمعية على رفع مستوى الوعي بحقوق المرأة من خلال ندوات مخصصة لكافة فئات المجتمع، كما أنها تجري المؤتمرات والدورات التدريبية للسيدات العاملات وسيدات الأعمال لتطوير مهاراتهن والتوعية بالنسبة لدور المرأة العاملة في المجتمع، بالإضافة إلى دعم النشاطات التي تهدف إلى ضمان وتطوير دور المرأة العاملة من خلال الاتفاقات الدولية والقوانين الوطنية، وكذلك تقديم الاقتراحات والمشاركة في صياغة مشاريع قوانين تهدف إلى تعزيز دور المرأة العاملة وتأمين مشاركتها الفاعلة في كافة المجالات.
تقوم الرابطة بالتعاون والتنسيق مع جمعيات وهيئات المجتمع المدني من اجل تعزيز دور المرأة في مجتمع الأعمال، بالإضافة إلى إجراء المؤتمرات والندوات الحوارية لتحسين وتفعيل دور المرأة اللبنانية بهدف تمكينها من الاندماج في المجتمع بكل الطرق.